# Jan Abel Wassenberg

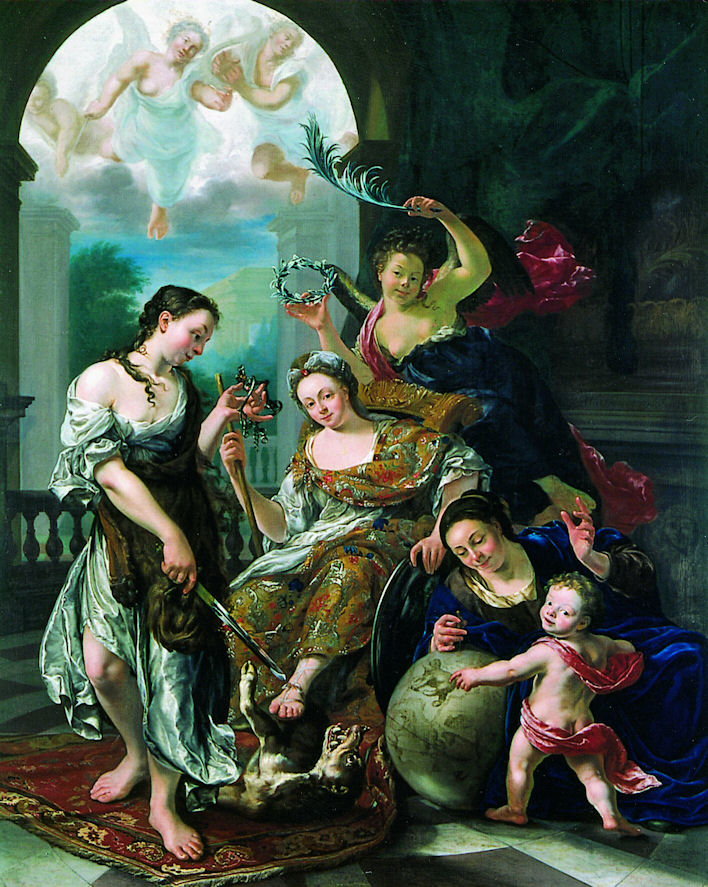
Alegoría del buen gobierno, 1729, museo de Groninga.

Jan Abel Wassenberg o Wassenbergh (1689, Groningen - 1750, ibídem), fue un pintor neerlandés activo durante el siglo XVIII.
Estudió leyes inicialmente, pero luego tomó lecciones de dibujo de Jan van Dieren, y en 1712 era discípulo de Adriaen van der Werff. Vuelto a su ciudad natal, Groningen, contrajo matrimonio con Johanna van Oijen, e inició una carrera exitosa como retratista, pintor de temas históricos y decorador en viviendas de la nobleza urbana. Sus hijos, Elisabeth Geertruida, Jan y Gertruida Abelia también fueron pintores.
Muchas de las decoraciones de sus habitaciones aún se conservan en sus instalaciones originales.